# Areopagitica
Areopagita, o amb el seu títol complet Areopagitica: A speech of Mr John Milton for the liberty of unlicensed printing to the Parliament of England (Areopagita: Un discurs del Sr John Milton al Parlament d'Anglaterra sobre la llibertat d'impressió sense censura) és un tractat de 1644 polèmic, escrit en prosa per l'autor anglès John Milton i que anava dirigit contra la censura. Areopagitica es troba entre les defenses filosòfiques més influents i apassionades del principi del dret a la llibertat d'expressió, que va ser escrit per oposar-se a la censura i al requeriment d'una llicència d'impressió; és considerat com una de les defenses més eloqüents de la llibertat de premsa que s'hagin escrit mai.

## Publicació
El text va ser publicat el 23 de novembre de 1644, en l'apogeu de la Guerra civil anglesa. El títol Areopagitica fa referència a un discurs escrit el segle V abans de Crist per l'orador atenenc Isòcrates. L'Areòpag és un turó d'Atenes, lloc en el qual hi havia una sèrie de tribunals reals i llegendaris, i va ser el nom d'un consell el poder del qual Isòcrates intentava restablir. Igual que Isòcrates, Milton no tenia cap intenció de pronunciar el seu discurs en forma oral. En canvi va ser distribuït mitjançant un pamflet, desafiant la mateixa censura a la publicació contra la qual s'argumentava.
Si bé Milton, donava suport al Parlament, argumentava amb èmfasi contra la Licensing Order del 1643, fent notar que la censura mai havia estat part de les societats grega i romana clàssica. El tractat abunda en referències bíbliques i clàssiques a les quals Milton recorre per reforçar la seva argumentació. Per a Milton, aquest era un tema que l'afectava de manera personal, ja que ell havia patit censura en el seu esforç per a publicar diversos escrits defensant el divorci, un plantejament molt radical en aquella època i un tema en el qual anava en contra del parer dels censors.
En forma notable, en aquesta obra Milton no és un llibertari total i, ans al contrari, sosté que l'opció de l'statu quo és més inidcat. Segons la llei anglesa posterior, tots els llibres havien de portar imprès almenys el nom de l'impressor i, preferentment, el nom de l'autor. Mitjançant aquest sistema, Milton sosté que si s'arribés a publicar algun contingut blasfem o llicenciós, aquests llibres poden ser destruïts si fos necessari en ser comprovat aquest fet.
Hi ha qui considera convenient llegir l'Areopagitica juntament amb El paradís perdut, ja que una juxtaposició d'aquests textos pot oferir una interessant perspectiva per comprendre les tendències teològiques no convencionals de Milton.